# Трио за пиано № 2
Трио за пиано № 2 (на руски: Фортепианное трио № 2) в ми минор е трио за пиано, цигулка и виолончело на руския композитор Дмитрий Шостакович.
Посветено на починалия малко по-рано негов близък приятел Иван Солертински, то е изпълнено за пръв път на 14 ноември 1944 година в залата на Ленинградската филхармония, заедно с премиерата на Втори струнен квартет.